# Marc Arno
Pour les articles homonymes, voir Arno et Bernier.
Marc Arno, né Jean-Pierre Bernier (16 juillet 1937 à Paris 14e - 3 décembre 2008 à Léran) est un romancier français, auteur de roman policier et de roman d'espionnage.

## Biographie
Il débute aux éditions de l'Arabesque sous divers pseudonymes avant de rejoindre le Fleuve noir.
Selon Henri-Yvon Mermet dans le Dictionnaire des littératures policières, « ses romans, d'une lecture facile et agréable, sont bien construits mais sans grande profondeur ». Marc Arno aurait aussi été un des nègres littéraires de Josette Bruce pour poursuivre la série de OSS 117.

## Œuvre

### Romans

#### Dans la collectionSpécial Policede Fleuve noir
- L'Étrange Étranger no 354 1963
- La Défunte no 384 1963
- J'ai tué no 418 1964
- Preuve par veuf no 432 1964
- La Mort pour dot no 478 1965
- Sans crime ni raison no 497 1965
- Délit d'innocence no 525 1966
- Les Grandes Vagues no 563 1966
- Retour surprise no 603 1967
- Vedette en perdition no 630 1967
- Bien mal agi... no 685 1968
- Un pigeon chasse l'autre no 696 1968
- Pas de flambée sans feu no 751 1969
- La Valise no 763 1969
- Griefs cardiaques no 820 1970
- Un os dans le gaz no 835 1970
- Morte à morte no 883 1971
- Boulot d'étranglement no 901 1971
- Au fil des morts no 915 1971
- La Mort en forêt no 971 1972
- Le Fiancé vendu no 982 1972
- L'Héritière évaporée no 1146 1974

#### Dans la collectionEspionnagede Fleuve noir
- Impasse noire no 359  1963
- Les Frères ennemis no 384 1963
- Faux Contacts no 422 1964
- Versant ouest no 436 1964
- Une nuit pour mourir no 479 1965
- Contre-action no 506 1965
- Manœuvre d'intoxication no 535 1965
- Opération Palomares no 558 1966
- Carburant danger no 608 1967
- Incendie dans une île no 631 1967
- Cessez de trahir no 682 1968
- Provocation no 706 1968
- Nécessité de disparaître no 739 1969
- Un colonel a disparu no 774 1969
- L'Espion qui n'existait pas no 801 1970
- La Nuit des couteaux no 838 1970
- Les Chemins de Kaboul no 850 1970
- Opération ponctuelle no 869 1971
- Orientation subversive no 897 1971
- Les Lendemains qui tuent no 921 1971
- Concerto pour un espion no 953 1972
- Sarabande pour un espion no 971 1972
- Hécatombe pour un espion no 983 1972
- Une croix pour un espion no 1006 1972
- Un espion sur le Nil no 1019 1973
- Le Matin des espions no 1035 1973
- La Gondole aux espions no 1049 1973
- Trois espions dans les sables no 1057 1973
- L'Espion condamné no 1076 1973
- Les Espions de l'Acropole no 1096 1974
- L'espion conduit le bal no 1109 1974
- L'Opium des espions no 1124 1974
- Autopsie d'un espion no 1137 1974
- L'Archipel aux espions no 1146 1974
- L'espion meurt seul no 1160 1974
- L'Espion sans nom no 1171 1974
- S comme espion no 1185 1975
- Les Espions du bout du monde no 1198 1975
- L'Autre Espion no 1220 1975
- Espions en perdition no 1236 1976
- Signes particuliers : espion no 1248 1976
- L'Adieu aux espions no 1263 1976
- Espions aux enchères no 1277 1976
- L'Espion d'argile no 1296 1976
- Trouvez l'espion ! no 1306 1976
- Deux espions sur la piste no 1328 1977
- Espions et Compagnie no 1346 1977
- Espions en accusation no 1382 1977
- L'Heure des espions no 1397 1978
- Espions à retardement no 1416 1978
- L'espion rentre en Seine no 1471 1979

#### Dans la collection Feu de Fleuve noir
- Les Combattants de l'enfer vert no 59 1967
- Héros des profondeurs no 77 1967
- Aviation d'assaut no 81 1968

#### Dans la collectionEspionnagedes Presses de la Cité
- Espions battus en neige no 131 1962

#### Dans la collectionLe Monde Secretaux Éditions Arts et Créations
- J'aurai la nymphe no 25 1959

## Source
- Claude Mesplède (dir.), Dictionnaire des littératures policières, vol. 1 : A - I, Nantes, Joseph K, coll. « Temps noir », 2007, 1054 p. (ISBN 978-2-910-68644-4, OCLC 315873251), p. 96.